# Джейкоб Горнбергер
Джейкоб Джордж Горнбергер (Jacob George Hornberger) (народився 1 січня 1950) — американський адвокат, письменник і політик, який був кандидатом у президенти від лібертаріанської партії в 2000 році. Він є засновником і президентом фонду «Майбутнє свободи».

## Ранні роки
Горнбергер виріс на фермі на Ріо-Гранде поблизу Ларедо, штат Техас. Він народився в сім'ї американця німецького походження і американки мексиканського походження. Він отримав ступінь бакалавра економіки у Військовому інституті Вірджинії та ступінь доктора права в Школі права Техаського університету.

## Професійна кар'єра
Горнбергер дванадцять років був адвокатом у штаті Техас. Він був ад’юнкт-професором Далласького університету, викладав економіку та право. Горнбергер припинив юридичну практику в 1987 році, щоб стати директором програм Фонду економічної освіти. Відтоді він був прихильником вільних ринків і заснував фонд «Майбутнє свободи».

## Політичні кампанії

### Президентська кампанія 2000 року
Горнбергер балотувався від Лібертаріанської партії на виборах президента США в 2000 році, посів третє місце. Після втрати номінації Горнбергер був частиною зусиль Лібертаріанської партії Аризони, щоб виключити Гаррі Брауна зі своєї лінії голосування.

### Сенатська кампанія 2002 року
Горнбергер балотувався як незалежний кандидат на виборах до Сенату США у Вірджинії 2002 року проти чинного республіканця Джона Ворнера та незалежної Ненсі Спаннаус. Горнбергер отримав 106 055 голосів і 7,1% голосів виборців. Горнбергер звинуватив Лібертаріанську партію Вірджинії в перешкоджанні йому балотуватися від їх кандидатури, на що партія відповіла, продемонструвавши, що він витратив значну кількість часу на критику LPVA та порушив правила партії, вимагаючи підписів, щоб потрапити на голосування до того, як він був кандидатом. Лібертаріанська республіка також повідомила, що Горнбергер відмовився від розгляду кандидатури від Лібертаріанської партії та балотувався як незалежний кандидат, коли стало ясно, що він програє «Ніхто з перерахованих» за право бути кандидатом від Лібертаріанської партії. Виступ Горнбергера на виборах до сенату багато хто вважав надзвичайно розчаровуючим, оскільки він фінішував не лише далеко позаду Ворнера, але й позаду Спаннауса, члена руху Ларуша.

### Президентська кампанія 2020 року
Наприкінці березня 2019 року Горнбергер почав висловлювати зацікавленість балотуватися на номінацію Лібертаріанців 2020 року . 1 листопада 2019 року він оголосив про свою кандидатуру на пост президента від Лібертаріанської партії, висловлюючи думку, що кандидати, які брали участь у перегонах перед ним, недостатньо віддані справі скасування Medicare. Горнбергер розпочав свою кампанію, зосередившись на праймериз у Північній Кароліні, заявивши про свій намір виграти голосування 3 березня . Горнбергера вважали першим фаворитом кандидатури від Лібертаріанської партії. Горнбергер визнав, що його перемога на посаді президента не є "реалістичною", але сподівається, що його кампанія зможе "виступити за свободу" і "боротися за вільне суспільство".
Горнбергер посів 5-е місце на праймеріз у Нью-Гемпширі, який виграв Vermin Supreme. Пізніше він виграв партійні збори в Айові. 25 лютого 2020 року Горнбергер переміг на кокусі Лібертаріанської партії Міннесоти, набравши 38,5% голосів.
У «Супервівторок» Горнбергер отримав найбільшу кількість голосів у всіх конкурсах, крім одного (поступившись «Uncommited» у Північній Кароліні), зміцнивши свій статус лідера. Горнбергер отримав підтримку Лібертаріанської партії Мізеса. Горнбергер доклав особливих зусиль, щоб виграти праймеріз у Каліфорнії, організувавши автоматизовані дзвінки, щоб допомогти виграти конкурс.
На початку березня Лібертаріанська партія Нью-Йорка оголосила, що Горнбергер буде єдиним кандидатом, який зможе взяти участь у голосуванні. Після цього оголошення виникли звинувачення, які стверджували, що Горнбергер сфальсифікував первинні вибори. Кампанія відкинула звинувачення, заявивши, що «Кампанія Горнбергера не подала жодних позовів, оскаржень або документів, щоб не допустити будь-якого іншого кандидата до виборчого бюлетеня для первинних виборів Лібертаріанської партії в Нью-Йорку». Однак, згідно з аналізом The Libertarian Republic, хоча не було конкретних доказів того, що кампанія Горнбергера сфальсифікувала праймеріз, були вагомі докази того, що Лібертаріанська партія Нью-Йорка упереджено ставилася до Горнбергера та надала йому преференції стосовно інформації про доступ до бюлетенів.
Багато хто вважав, що після вступу Джастіна Амаша в боротьбу за номінацію від Лібертаріанської партії Горнбергер одразу втратив статус лідера. Горнбергер відповів на участь Амаша в перегонах серією з 8 частин про те, чому він вважає Амаша невідповідним кандидатом від Лібертаріанської партії, і критикуючи позицію Амаша щодо абортів. Після виходу Амаша з перегонів 16 травня Хорнбергер, як вважалося, повернув собі статус лідера. Однак його позиція вважалася набагато слабшою, ніж вона була до того, як Амаш вступив у гонку, через вороже ставлення багатьох колишніх прихильників Амаша до його кандидатури. Горнбергер програв праймеріз Лібертаріанської Небраски Джо Йоргенсен 12 травня , а в опитуванні 305 делегатів Лібертаріанського національного з’їзду, проведеному за 3 дні до початку з’їзду, Горнбергер знову програв Йоргенсену. 23 травня 2020 року на Лібертаріанській національній конвенції 2020 Горнбергер програла номінацію Йоргенсен, посівши друге місце з 28% голосів проти 51% голосів у четвертому турі. Після програшу Горнбергер продовжив підтримати Йоргенсена на пост президента.

## Зовнішні посилання
- Публікації на C-SPAN